# Sasinkovo
Sasinkovo és un poble i municipi d'Eslovàquia que es troba a la regió de Trnava, a l'oest del país. El 2023 tenia 837 habitants.

## Història
La primera menció escrita de la vila es remunta al 1256.

## Demografia
| Godina             | 1994 | 2004   | 2014   | 2024   |
| ------------------ | ---- | ------ | ------ | ------ |
| Nombre de persones | 897  | 872    | 854    | 813    |
| Diferència         |      | −2,78% | −2,06% | −4,80% |

| Godina             | 2023 | 2024   |
| ------------------ | ---- | ------ |
| Nombre de persones | 837  | 813    |
| Diferència         |      | −2,86% |